# Ceramaster japonicus
Ceramaster japonicus är en sjöstjärneart som först beskrevs av Percy Sladen 1889.  Ceramaster japonicus ingår i släktet Ceramaster och familjen ledsjöstjärnor. Inga underarter finns listade i Catalogue of Life.